# تان تیین، بس گیانگ
تان تیین، بس گیانگ (به لاتین: Tân Tiến, Bắc Giang) یک منطقهٔ مسکونی در ویتنام است که در استان باک گیانگ واقع شده‌است.